# ZDPSR Bystra
ZDPSR Bystra – Zdolna do Przerzutu Stacja Radiolokacyjna produkcji PIT-RADWAR S.A, zainstalowana na opancerzonym pojeździe Żubr-P. trójwspółrzędna stacja wyposażona w antenę z aktywnym skanowaniem elektronicznym (AESA). Wykorzystywana w systemach obrony przeciwlotniczej krótkiego (SHORAD) i bardzo krótkiego (VSHORAD) zasięgu. Posiada zdolności C-RAM.

## Opis
ZDPSR BYSTRA jest przeznaczona do wykrywania i wskazywania celów w przeciwlotniczych zestawach rakietowych krótkiego zasięgu stosowanych do osłony taktycznych ugrupowań bojowych przed środkami napadu powietrznego. BYSTRA jest radarem wielofunkcyjnym i wielozadaniowym o wszechstronnych możliwościach i zastosowaniach, posiadającym zdolność wykrywania i śledzenia typowych zagrożeń powietrznych jak samoloty bojowe i śmigłowce (również w zawisie) pociski rakietowe, a także bezzałogowe statki powietrzne oraz granaty moździerzowe.

## Służba
3 września 2019 r. podpisano umowę o wartości 634,9 mln zł na dostawę 16 stacji radiolokacyjnych dla Wojska Polskiego. Dostawy planowane są na lata 2022–2025. 4 października 2022 poinformowano o podpisaniu umowy ramowej na zakupie i przekształceniu PSR-A Pilica do standardu Pilica+.

## Dane techniczne
- System identyfikacji IFF; Mod 1, 2, 3/A, C (SIF), Mod 4 (SM) i Mod S, przygotowane do pracy z Mod 5
- Załoga: 2 osoby[2]